# 張伾
张伾（?—?），唐朝将领。
唐德宗建中初年为泽潞节度使属下将领，镇守临洛，魏博节度使田悦进攻，张伾以麾下兵力不能出战，于是严设固守，敌军累月不下。魏博军急攻，士兵多死伤，粮储渐乏，救兵未至。张伾为激励军心，在军门召将卒，命女儿出拜，说：“将士辛苦守战，张伾家中无尺寸之物赏赐给你们，只有此女，所幸没有嫁人，愿将她出卖，作为将士一日之费。”将士都大哭，说：“誓为将军死战，不要忧虑！”马燧与太原之军抵达，于城下合击田悦，获胜。张伾乘胜出战，士卒无不以一当百。解围，张伾以功升任为泗州刺史。在泗州十余年，官至昭义军泗州行营衙前兵马使、大中大夫、试太子宾客、兼监察御史。擢升为右金吾卫大将军，诏书未至，病卒。贞元二十一年，赠尚书右仆射。其子张重政，军中议立为刺史，张重政之母高平郡夫人徐氏固拒不从，奔告于淮南节度使王锷，德宗嘉赏其忠，起张重政为云麾将军，守金吾卫大将军、员外置同正员，检校太子詹事、兼御史中丞，委派给淮南节度使王锷与要职事任使，封徐氏鲁国夫人。